# Colonia Nueva Esperanza
Colonia Nueva Esperanza är en ort i Mexiko.   Den ligger i kommunen Sayula de Alemán och delstaten Veracruz, i den sydöstra delen av landet, 500 km öster om huvudstaden Mexico City. Colonia Nueva Esperanza ligger 88 meter över havet och antalet invånare är 153.
Terrängen runt Colonia Nueva Esperanza är platt. Runt Colonia Nueva Esperanza är det ganska tätbefolkat, med 108 invånare per kvadratkilometer. Närmaste större samhälle är Acayucan, 7,9 km nordost om Colonia Nueva Esperanza. Omgivningarna runt Colonia Nueva Esperanza är en mosaik av jordbruksmark och naturlig växtlighet.